# Nordiska mästerskapen i brottning 1985
Nordiska mästerskapen i brottning 1985 hölls den 30 mars 1985 i Tammerfors i Finland. Det var den 28:e upplagan av tävlingen.

## Medaljtabell
*   Värdland ( Finland)
| Nr                  | Nation              | Guld | Silver | Brons | Totalt |
| ------------------- | ------------------- | ---- | ------ | ----- | ------ |
| 1                   | Finland*            | 4    | 5      | 1     | 10     |
| 2                   | Sverige             | 3    | 3      | 4     | 10     |
| 3                   | Norge               | 3    | 1      | 3     | 7      |
| 4                   | Danmark             | 0    | 1      | 2     | 3      |
| Totalt (4 nationer) | Totalt (4 nationer) | 10   | 10     | 10    | 30     |

## Resultat

### Grekisk-romersk stil
| Gren    | Guld             | Silver                | Brons                 |
| 48 kg   | Patrik Magnusson | Ismo Kortesmaa        | Ole Jacobsen          |
| 52 kg   | Jon Rønningen    | Reijo Haaparanta      | Stefan Oehrn          |
| 57 kg   | Ronny Sigde      | Taisto Halonen        | Pierre Dikanda        |
| 62 kg   | Morten Brekke    | Benni Ljungbeck       | Pekka Vehviläinen     |
| 68 kg   | Sonny Davidsson  | Mikka Viskari         | Frank Ivar Westby     |
| 74 kg   | Roger Tallroth   | Jouko Salomäki        | Jan Pedersen          |
| 82 kg   | Jarmo Övermark   | Klaus Mysen           | Örjan Jansson         |
| 90 kg   | Toni Hannula     | Stefan Damm           | Frode Mjølner         |
| 100 kg  | Keijo Manni      | Karl-Johan Gustavsson | Geir Erik Sabel Olsen |
| +100 kg | Oiva Kaakko      | Niels Steffensen      | Jörgen Hansson        |